# Никифоров, Григорий Иванович
Григорий Иванович Никифоров (1781—1853) — генерал-майор Корпуса флотских штурманов, управляющий Беломорскими маяками.

## Биография
Родился в 1781 году в Ораниенбауме. Пятнадцати лет от роду был принят в Балтийское штурманское училище, по окончании которого в 1805 году выпущен штурманским помощником XIV класса.
В 1807 году Никифоров состоял в эскадре вице-адмирала Сенявина, на корабле «Твёрдый», и участвовал в сражении с турками при Дарданелах. В 1813 году он находился в эскадре капитана графа Гейдена на шлюпе «Лизета» и был в бою с французским флотом при Вексельминдской крепости.
С 1817 по 1819 год Никифоров принимал участие в кругосветном плавании на военном шлюпе «Камчатка» под командованием В. М. Головнина. В 1821—1824 года он вновь совершил кругосветное плавание на шлюпе «Аполлон».
В 1827 году Никифоров был в эскадре контр-адмирала графа Гейдена на корабле «Азов» и участвовал в сражении при Наварине, где был контужен в грудь и за отличие был награждён орденом Св. Владимира 4-й степени с бантом и греческим орденом Спасителя 4-й степени с короной. Возвратясь на родину, он был переименован из штурманов 8-го класса в капитаны корпуса флотских штурманов и продолжал принимать ежегодно участие в морских кампаниях.
В 1830 году Никифоров был произведён в подполковники и в 1836 году — в полковники. С 1837 года он по случаю болезни находился на берегу. В 1843 году Hикифоров был назначен управляющим Беломорскими маяками и с тех пор до смерти жил постоянно в Архангельске, причём каждое лето ходил в Белое море на шхуне «Полярная Звезда» для осмотра маяков. Несмотря на преклонные годы, Никифоров всегда сам делал обсервации для определения места на море и для проверки хронометра.
В 1849 году получил чин генерал-майора корпуса флотских штурманов. В течение 48 лет своей службы Никифоров постоянно находился в плавании, причем всех морских кампаний совершил 56, в том числе две кругосветных. В числе многих наград он имел орден Св. Георгия 4-й степени, пожалованный ему 26 ноября 1849 года за проведение 18 морских кампаний (№ 8167 по кавалерскому списку Григоровича — Степанова).
Возвратившись 29 июля 1853 года с моря, Никифоров заболел холерой и 2 (14) августа 1853 года умер в Архангельске. Похоронен на архангельском Соломбальском кладбище.